# 関ヶ原バイパス
関ヶ原バイパス（せきがはらバイパス）とは一般国道21号のバイパス。

## 概要

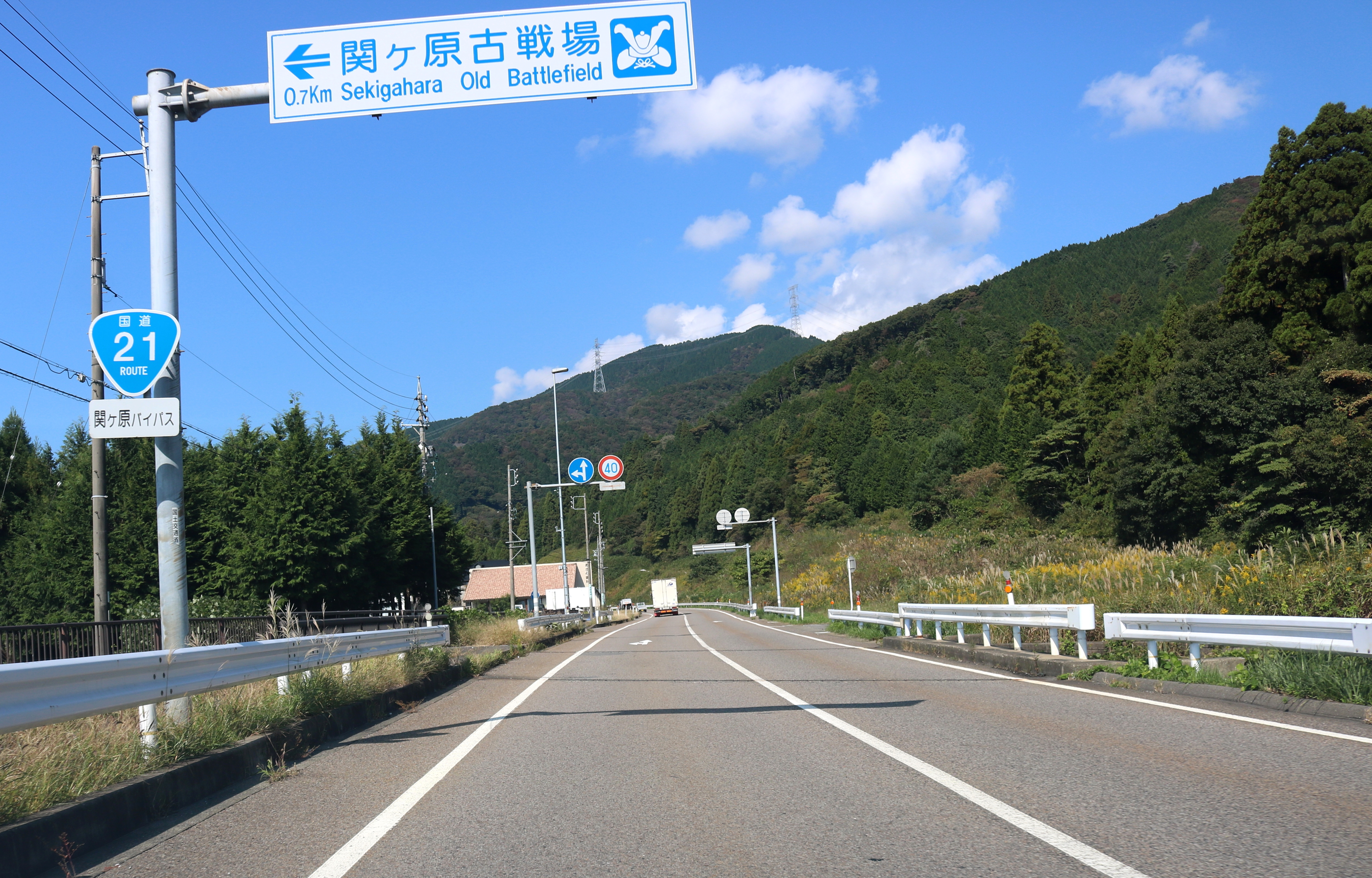
史蹟関ヶ原古戦場最後決戦地の付近。天下分け目の関ヶ原の戦いが繰り広げられた地域にバイパス道路は建設されている。

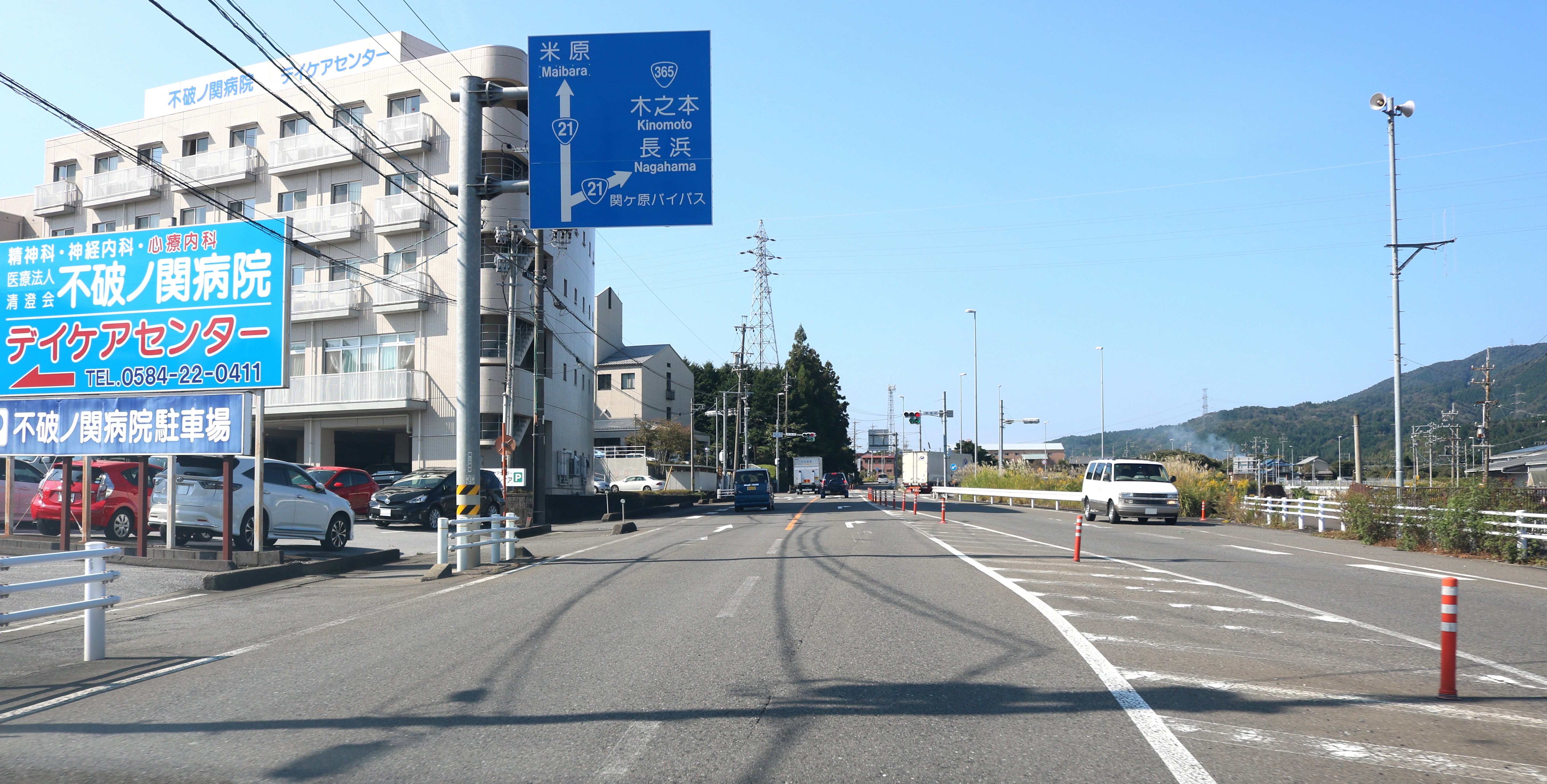
新日守交差点、岐阜県不破郡垂井町にて

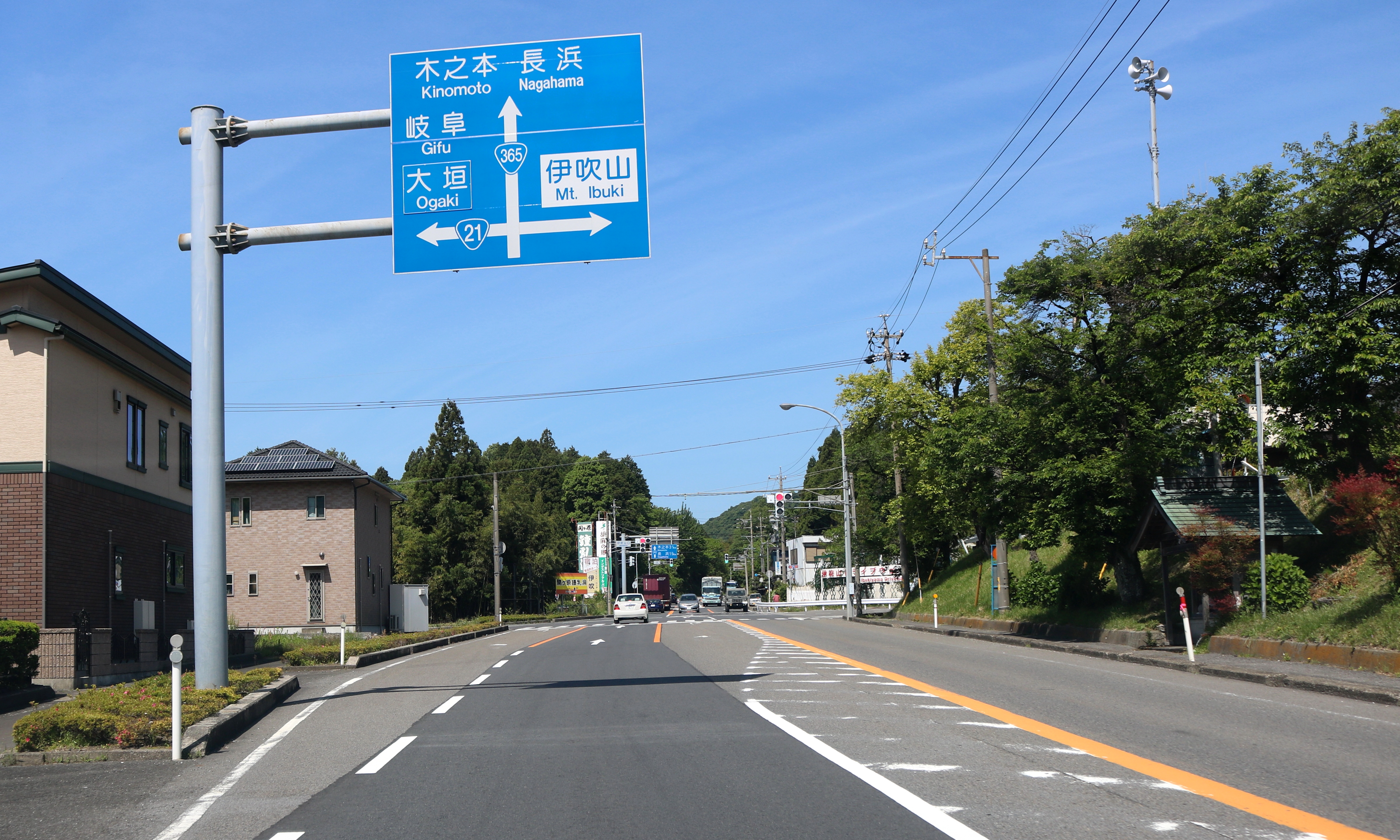
国道365号と伊吹山ドライブウェイとの「伊吹山口」交差点、岐阜県不破郡関ケ原町玉にて

岐阜県不破郡垂井町日守 - 岐阜県不破郡関ケ原町今須を交通混雑の緩和、沿線環境の改善、雪害など災害に強い道路機能確保を目的にバイパスする計画であるが、現在は垂井町日守 - 関ケ原町玉（6.3km）のみ供用、関ケ原町玉において国道365号に接続している。

## 区間
建設区間は3つの工区に分けられた。
1工区
- 区間：垂井町日守～関ケ原町大高
- 道路規格：第3種第1級
- 車線：4車線（暫定2車線）

2工区
- 区間：関ケ原町大高～関ケ原町玉
- 道路規格：第3種第1級
- 車線：4車線（暫定2車線）

3工区
- 区間：関ケ原町玉～関ケ原町今須
- 道路規格：第3種第2級
- 車線：2車線（未整備）

## 沿革
- 1972年（昭和47年）：事業化する
- 1980年（昭和55年）：2工区の用地取得着手
- 1983年（昭和58年）：2工区着工
- 1987年（昭和62年）：1工区の用地取得着手、着工
- 1990年（平成2年）11月：1工区の関ケ原町野上（県道53号岐阜関ケ原線分岐点）～関ケ原町大高が開通
- 1993年（平成5年）8月：2工区開通
- 2004年（平成16年）1月29日：1工区の垂井町日守（国道21号分岐点）～関ケ原町野上（約1km）が開通